# Ray Gun
Ray Gun è stata una rivista rock and roll alternativa statunitense, pubblicata tra il 1992 e il 2000.

## Storia
Fu pubblicata per la prima volta nel 1992 a San Monica in California. Marvin Scott Jarrett è stato il fondatore della rivista, guidata dal direttore artistico David Carson, editore Randy Bookasta e Neil Feineman. La rivista diede il via ad alcune delle sperimentazioni più originali tra quelle che hanno riguardato la tipografia negli ultimi vent'anni. Il risultato fu uno stile astratto e caotico, non molto leggibile, ma assolutamente riconoscibile. Dopo Carson ci furono anche altri direttori artistici, cioè Chris Ashworth, Robert Hales, Jerome Curchod e Scott Denton-Cardew. Nelle copertine di Ray Gun posarono icone della cultura pop tra cui Bjork, i Radiohead, David Bowie, Marilyn Manson, Beck, PJ Harvey, Flaming Lips ed Eminem. La rivista ha prodotto oltre 70 numeri dal 1992 al 2000. Alla fine del 2000, la rivista chiuse definitivamente i battenti per motivi interni all'organigramma aziendale.
Successivamente Marvin Scott Jarrett fondò anche altre riviste come Bikini, Stick e huH.